# Nicola Maria Rossi
Nicola Maria Rossi  (Naples, 1690, Naples, 23 avril 1758), est un peintre italien du XVIIIe siècle de la période baroque

## Biographie
Nicola Maria Rossi entreprend des études de docteur en droit avant de se dédier à la peinture. 

« (it)...succedutagli una disgrazia in un occhio da un fuoco artificiale, volle applicarsi alla pittura... »

— (fr)...Ayant eu un œil endommagé par un feu artificiel, il voulut se dédier à la peinture, Bernardo De Dominici,Vite dei pittori, scultori e architetti napoletani, p.  596
En 1706, Il rejoint à l'âge de seize ans l'atelier  de Francesco Solimena qui à cette époque s'éloignait du baroque pour se rapprocher du style plus classique personnalisé par Carlo Maratta.
Rossi imite le style du maître si bien que De Dominici écrit que « souvent ses copies étaient souvent prises comme des originaux ».
En 1717 le jeune Corrado Giaquinto rejoint son atelier.

## Œuvres
- Saint Janvier conduit au martyre, huile sur toile 210 × 350 cm,
- Aurore et Tithon (1705-1708), huile sur toile 118 × 130 cm,
- La Fuite en Égypte, huile sur toile 129 × 182 cm,
- La Nativité du Christ, huile sur toile 65,5 × 83 cm,
- Vierge à l'Enfant avec saint Nicolas de Tolentino, Confraternità di San Nicola di Venafro.
- La Nativité (1732), huile sur toile, église San Tommaso d'Aquino, Piedimonte Matese,
- Les Noces de Cana (1732), huile sur toile, église Santissima Annunziata, Piedimonte Matese,
- Retable, église San Sebastiano, Alvignano,
- Fresques (1733), église Sant'Anna, Rivello.
- Notre-Dame de Lorette (1735), huile sur toile, Museo Nazionale d'Abruzzo,
- Vierge à l'Enfant avec des anges et des saints, église San Francesco, Chieti,
- Retables (six), église San Domenico à Pianella, Pescara.
- La vertu héroïque couronnée par la Gloire, la Renommée et d'autres vertus (1725), huile sur toile, Galleria du Palais Refrano, Vienne,
- Pallas libérant la jeunesse des vices et L'Allégorie de la saggesse, Kunsthistorisches Museum d Vienne,
- Fresques, Palazzo Caracciolo, Avellino,
- Portrait des fils du duc de Bovino, Musée Civique Gaetano Filangieri,
- Portrait du marquis Niccolò Fragianni.

Naples
- Le Père éternel (1717) (fresque) , La Trinité (huile sur toile), église San Nicola alla Carità,
- Saint Michel et les anges rebelles, huile sur toile, église San Giuseppe dei Vecchi,
- Saint Michel, retable, autel de chapelle, église Santa Maria della Concezione a Montecalvario,
- Angelots avec les symboles de la Passion (1736-1737), fresques, église de la Croce di Lucca,
- L'Invention de la Croix,(deux huiles sur toile),  église de la Croce di Lucca,
- La Vierge de l'Annonciation, (1744), Cathédrale Notre-Dame de l'Assomption de Naples.
- La Crucifixion, église Santa Maria della Graziella.
- Madone et saints, retable, église Santa Maria dei Sette Dolori
- Vierge à l'Enfant, retable, église  Sant'Efremo Vecchio,
- La Vierge de la Pureté avec des saints (1720), église Santa Maria della Purità al Vomero,
- La Vierge des Douleurs et Saint Michel avec d'autres saints, retables, basilique San Lorenzo,
- Vierge à l'Enfant avec des saints (1748), église Santi Demetrio e Bonifacio.
- L'Assomption de la Bienheureuse Vierge Marie (signée et datée 1725), chapelle de l'Immaculée-Conception, basilique Saint-Paul-Majeur de Naples.